# Reichsversammlung in Worms im Januar 1231
Die Reichsversammlung in Worms im Januar 1231 war die erste von zweien, die 1231 unter König Heinrich (VII.) in Worms stattfanden. Wichtiges Thema war die Einschränkung der aufkommenden Macht der Städte im Reich nördlich der Alpen.

## Vorgeschichte
Weil Heinrich (VII.) eher auf Ministeriale und die erstarkenden Städte setzte, um seine Macht im Reich abzusichern, sah sich der Adel in seinen Einflussmöglichkeiten beschränkt und versuchte, dem gegenzusteuern. Auf diesem Hintergrund ist ein Teil des Geschehens auf dem Reichstag zu verstehen. Auch am Tagungsort selbst war es in den Jahren zuvor zu einer Auseinandersetzung zwischen Bischof Heinrich von Worms, dem Stadtherren, und dem Rat der Stadt Worms gekommen.
Ein für die Zeitgenossen ebenfalls wichtiges Ereignis war die Weihe von Siegfried III. von Eppstein zum Erzbischof von Mainz im Dom St. Peter in Worms während der Reichsversammlung. Im Oktober oder November 1230 war er in Nachfolge seines Onkels, Erzbischof Siegfried II. von Eppstein, gewählt worden.

## Inhalt
Die Belege für den Aufenthalt des Königs in Worms umfassen die Tage vom 18. Januar bis zum 23. Januar 1231.
Neben dem schon erwähnten Vorgehen gegen den Rat der Stadt Worms intervenierte die Reichsversammlung auf Bitte des Bischofs von Lüttich, Johann II., der nicht persönlich anwesend war, sondern durch Boten vertreten wurde, gegen die Stadt Lüttich. Diese hatte Einungen, Satzungen, Bünde, Zusammenschlüsse oder Schwurgemeinschaften ohne Zustimmung des Bischofs als dem Stadtherren erlassen oder war ihnen beigetreten.
Am 23. Januar 1231 verkündet der König auf Beschluss der Reichsversammlung noch einen allgemeinen Rechtsspruch gegen die Städtefreiheit. Der Rechtsspruch besagte, dass keine Stadt Einungen, Verordnungen, Verbindungen, Bündnissen oder einer Eidgenossenschaft beitreten darf, dass der König ohne Zustimmung des jeweiligen Stadtherren dafür auch keine Ausnahmegenehmigung privilegieren dürfe und dass umgekehrt die Stadtherren eine Einwilligung zu so etwas ihren Städten nur mit königlicher Zustimmung erlauben dürfen.

## Teilnehmer
Die nachfolgende Auflistung beruht auf Urkunden, die während der Reichsversammlung ausgestellt wurden. Die in den Urkunden genannten und in den Zeugenlisten erwähnten Personen belegen, dass diese in Worms anwesend waren.
- Erzbischof Siegfried III. von Mainz[2][7][8][9][5]
- Erzbischof Heinrich I. von Köln[7][8][9][5][10]
- Erzbischof Theoderich II. von Trier[7][8][9][5][10]
- Bischof Siegfried von Regensburg, Hofkanzler[2][7][8][9]
- Bischof Heinrich von Worms[2][7][8][9]
- Abt Konrad von St. Gallen[7][8][9][5][10]
- Abt Gottfried[Anm. 2] von Schöntal[11]
- der gesamte Konvent von Maulbronn[11][Anm. 3]
- Pfalzgraf Otto II. bei Rhein[12][7][9][5][10]
- Herzog Matthäus II. von Oberlothringen[7][8][9][5][10]
- Herzog Heinrich IV. von Limburg[7][8][9][5][10]
- Markgraf Hermann V. von Baden[7]
- Graf Heinrich III. von Sayn[7][8][9][5][10]
- Graf Lothar II. von Are-Hochstaden[7][5] (auch als Lothar von Altenahr[9][10])
- Graf Heinrich von Waldenberg[7][8]
- Graf Otto II. von Ravensberg[7]
- Graf Günther IV. von Kevernburg[7]
- Wolfram von Offenburg[11]
- Dieto von Ravensburg[11] und 
  - dessen Bruder[11]
- Walram von Montjoie[7]
- Walram[9][5][10] / Walraf von Limburg[8]
- Heinrich I. von Neuffen[11][7]
- Reichstruchsess Werner von Bolanden[7]
- Schenk Konrad von Klingenberg[7]
- Gerlach II. von Büdingen[7][8][9][5][10]
- Vogt Wilhelm von Achen[7]
- Gerlach von Illingen[11]
- Arnold von Gimmenich[7]
- die Brüder von Grindelach[7]

## Weiteres Geschehen
Das genaue Ende der Reichsversammlung ist nicht bekannt. Die Zeugnisse für die Versammlung enden mit dem 23. Januar 1231. Am 3. Februar 1231 urkundet König Heinrich (VII.) dann in Esslingen.
Im Frühjahr des gleichen Jahres fand in Worms ein zweiter Reichstag statt.